# Nematonereis annulicornis
Nematonereis annulicornis är en ringmaskart som beskrevs av Ehlers 1868. Nematonereis annulicornis ingår i släktet Nematonereis och familjen Eunicidae. Inga underarter finns listade i Catalogue of Life.